# 사잇소리 현상
사잇소리 현상은 한국어에서 나타나는 현상의 하나로, 국립국어원 표준국어대사전에 의하면 ‘사잇소리’는 ‘두 개의 형태소 또는 단어가 어울려 합성 명사를 이룰 때 그 사이에 덧생기는 소리.’이다.
한국어에 사잇소리 현상이 존재하지만, 사잇소리 현상이 생길 때 표기를 변경하지 않거나, 한글 맞춤법 제30항에 따라 사이시옷을  표기를 변경한다.

## 사잇소리의 종류
2011년 12월 15일에 국립국어원이 그동안 정부가 고시한 어문 규정을 한데 묶어, 국민의 어문 생활에 도움을 주고자 마련한 규정집인 『한국 어문 규정집』의 ‘표준어 규정［문체부 고시 제88-2 호(1988. 1. 19.)］ 제２부 표준 발음법 제７장 음의 첨가’에 따르면, 제29항·제30항 두 항이 규정되어 있다.
제29항은 “합성어 및 파생어에서, 앞 단어나 접두사의 끝이 자음이고 뒤 단어나 접미사의 첫음절이 ‘이, 야, 여, 요, 유’인 경우에는, ‘ㄴ’ 음을 첨가하여 [니, 냐, 녀, 뇨, 뉴]로 발음한다.”라고 서술한다.
제30항은 “사이시옷이 붙은 단어는 다음과 같이 발음한다.”라고 서술한다.
1. ‘ㄱ, ㄷ, ㅂ, ㅅ, ㅈ’으로 시작하는 단어 앞에 사이시옷이 올 때는 이들 자음만을 된소리로 발음하는 것을 원칙으로 하되, 사이시옷을 [ㄷ]으로 발음하는 것도 허용한다.
2. 사이시옷 뒤에 ‘ㄴ, ㅁ’이 결합되는 경우에는 [ㄴ]으로 발음한다.
3. 사이시옷 뒤에 ‘이’ 음이 결합되는 경우에는 [ㄴㄴ]으로 발음한다.

따라서 사잇소리 현상에서 첨가될 수 있는 소리는 초성 [ㄴ](제29항)·종성 [ㄷ](제30항의 1)·종성 [ㄴ](제30항의 2)·순서대로 종성과 초성 [ㄴㄴ](제30항의 3)이다.

## 사잇소리와 사이시옷
사잇소리 현상을 규정한 표준어 규정 제29항 어디에도 사이시옷이라는 용어가 존재하지 않는다. 하지만 표준어 규정 제30항의 1·2·3은 “사이시옷이 붙은 단어는 다음과 같이 발음한다.”라고 규정되어 있다. 사이시옷이 규정된 ‘한글 맞춤법(문화체육관광부 고시 제2014-0039호(2014. 12. 5.)’ 제4장 형태에 관한 것 제30항’에 따르면, “사이시옷은 다음과 같은 경우에 받치어 적는다.”라고 규정되어 있다.
1. 순 우리말로 된 합성어로서 앞말이 모음으로 끝난 경우
2. 순 우리말과 한자어로 된 합성어로서 앞말이 모음으로 끝난 경우
3. 두 음절로 된 다음 한자어

따라서 ‘표준 발음법 제29항’에 해당하는 말은 사이시옷이 없을 때 사잇소리가 첨가되는 경우, ‘표준 발음법 제30항’에 해당하는 말은 ‘한글 맞춤법 제4장 제30항’에 의해 사이시옷을 표기한 말이므로, 사이시옷이 있을 때 사잇소리가 첨가되는 경우를 들었다. 즉 사잇소리 현상과 사이시옷은 반드시 상호 연관되어 있지 않음을 알 수 있다.

## 사잇소리의 종류

### 초성 [ㄴ](제29항)
‘표준어 규정 제２부 표준 발음법 제７장 음의 첨가 제29항’에 따르면, 합성어 및 파생어에서, 앞 단어나 접두사의 끝이 자음이고 뒤 단어나 접미사의 첫음절이 ‘이, 야, 여, 요, 유’인 경우에는, ‘ㄴ’ 음을 첨가하여 [니, 냐, 녀, 뇨, 뉴]로 발음한다(ㄴ 첨가). 즉 반드시 초성 [ㄴ]을 첨가하여 발음하여야 한다.
| 솜-이불[솜ː니불] 맨-입[맨닙] 남존-여비[남존녀비] 늑막-염[능망념](비음화) 영업-용[영엄뇽](비음화) | 홑-이불[혼니불](끝소리+비음화) 꽃-잎[꼰닙](끝소리+비음화) 신-여성[신녀성] 콩-엿[콩녇](끝소리) 식용-유[시굥뉴](연음) | 막-일[망닐](비음화) 내복-약[내ː봉냑](비음화) 색-연필[생년필](비음화) 담-요[담ː뇨] 국민-윤리[궁민뉼리](비음화+유음화) | 삯-일[상닐](자음군 단순화+비음화) 한-여름[한녀름] 직행-열차[지캥녈차](격음화) 눈-요기[눈뇨기] 밤-윷[밤ː뉻](끝소리) |

- 예외: 다만, 다음과 같은 말들은 ‘ㄴ’ 음을 첨가하여 발음하되, 표기대로 발음할 수 있다. 즉 초성 [ㄴ]을 첨가하여 발음하거나(원칙), 첨가하지 아니하여 발음하거나(허용) 양자가 가능하다(연음).

```
이죽-이죽[이중니죽/이주기죽] 야금-야금[야금냐금/야그먀금] 검열[검ː녈/거ː멸] 욜랑-욜랑[욜랑뇰랑/욜랑욜랑] 금융[금늉/그뮹]
```

- 붙임 1: ‘ㄹ’ 받침 뒤에 첨가되는 ‘ㄴ’ 음은 [ㄹ]로 발음한다. 즉 초성 [ㄴ]이 첨가된 후에 유음화(流音化)가 일어난다.

| 들-일[들ː릴] 불-여우[불려우] 유들-유들[유들류들] | 솔-잎[솔립](끝소리) 서울-역[서울력] | 설-익다[설릭따](경음화) 물-엿[물렫](끝소리) | 물-약[물략] 휘발-유[휘발류] |

- 붙임 2: 두 단어를 이어서 한 마디로 발음하는 경우에도 이에 준한다. 즉 한 단어가 아니더라도 화자(話者)가 여러 단어를 한 번에 읽고자 하면, 초성 [ㄴ]이 첨가된다.

| 한 일[한닐] 옷 입다[온닙따](끝소리+비음화+경음화) 서른여섯[서른녀섣](끝소리) 3 연대(삼 연대)[삼년대] 먹은 엿[머근녇](연음+끝소리) | 할 일[할릴] 잘 입다[잘립따](경음화) 스물여섯[스물려섣](끝소리) 1 연대(일 연대)[일련대] 먹을 엿[머글렫](연음+끝소리) |

- 예외: 다만, 다음과 같은 단어에서는 ‘ㄴ(ㄹ)’ 음을 첨가하여 발음하지 않지만 연음하여 발음한다.

| 6·25(육이오)[유기오] | 3·1절(삼일절)[사밀쩔](경음화) | 송별-연[송ː벼련] | 등-용문[등용문] |

### 종성 [ㄷ](제30항의 1)
‘표준어 규정 제２부 표준 발음법 제７장 음의 첨가 제30항의 1’에 따르면, ‘ㄱ, ㄷ, ㅂ, ㅅ, ㅈ’으로 시작하는 단어 앞에 사이시옷이 올 때는 이들 자음만을 된소리로(경음화) 발음하는 것을 원칙으로 하되, 사이시옷을 [ㄷ]으로 발음하는 것도 허용한다(끝소리). 즉 종성 [ㄷ]을 첨가하지 아니하여 발음하거나(원칙), 첨가하여 발음하거나(허용) 양자가 가능하다.
| 냇가[내ː까/낻ː까] 콧등[코뜽/콛뜽] 햇살[해쌀/핻쌀] 고갯짓[고개찓/고갣찓] | 샛길[새ː낄/샏ː낄] 깃발[기빨/긷빨] 뱃속[배쏙/밷쏙] | 빨랫돌[빨래똘/빨랟똘] 대팻밥[대ː패빱/대ː팯빱] 뱃전[배쩐/밷쩐] |

### 종성 [ㄴ](제30항의 2)
‘표준어 규정 제２부 표준 발음법 제７장 음의 첨가 제30항의 2’에 따르면, 사이시옷 뒤에 ‘ㄴ, ㅁ’이 결합되는 경우에는 [ㄴ]으로 발음한다(비음화). 즉 앞말에 종성 [ㄴ]을 첨가하여 발음한다.
| 콧날[콛날→콘날] 툇마루[퇻ː마루→퇸ː마루] | 아랫니[아랟니→아랜니] 뱃머리[밷머리→밴머리] |

‘배-놀이[船遊]·코-날[鼻線]·비-물[雨水]·이-몸[齒齦]·무시(無市)-날·보(洑)-물·패(牌)-말’의 경우는, 앞 단어의 끝이 폐쇄되면서 자음 동화 현상(ㄷ+ㄴ→ㄴ+ㄴ, ㄷ+ㅁ→ㄴ+ㅁ)이 일어나 [밴노리·빈물]로 발음되므로, 사이시옷을 붙이어 ‘뱃놀이·콧날·빗물·잇몸·무싯날·봇물·팻말’로 적는다. ‘팻말·푯말’은, 한자어 ‘패(牌)·표(標)’에 ‘말(말뚝)’(옛말에서 ‘ㅎ’ 곡용어)이 결합된 형태이므로, ‘제30항의 2’의 규정을 적용하여 ’팻말·푯말’로 적는 것이다.

### 순서대로 종성과 초성 [ㄴㄴ](제30항의 3)
‘표준어 규정 제２부 표준 발음법 제７장 음의 첨가 제30항의 3’에 따르면, 사이시옷 뒤에 ‘이’ 음이 결합되는 경우에는 [ㄴㄴ]으로 발음한다(사이시옷+ㄴ 첨가). 즉 앞말에 순서대로 종성과 초성 [ㄴㄴ]을 첨가하여 발음한다.
| 베갯잇[베갣닏→베갠닏] 나뭇잎[나묻닙→나문닙] 뒷윷[뒫ː뉻→뒨ː뉻] | 깻잎[깯닙→깬닙] 도리깻열[도리깯녈→도리깬녈] |

## 사이시옷의 표기
‘표준어 규정’ 제29항·제30항의 1~3과 ‘한글 맞춤법’ 제30항을 두루 고려하면, 소리는 ‘표준어 규정’·표기는 ‘한글 맞춤법’에 규정되어 있으며, 소리와 표기가 반드시 일치하지 않음을 알 수 있다. 즉 사이시옷이 있다고 하여 반드시 특정 소리가 첨가되어야만 하지도 않고(예: 냇가[내ː까(원칙)/낻ː까(허용)]), 사이시옷이 없다고 하여 반드시 특정 소리가 첨가되지 않아야만 하지도 않는다(예: 이죽-이죽[이중니죽(원칙)/이주기죽(허용)]).
마치 ‘언어’인 ‘한국어’와 ‘문자’인 ‘한글’이 밀접하게 연관되어 있지만, 다른 개념인 것처럼, ‘소리’는 ‘사잇소리 현상’과 ‘표기’인 ‘사이시옷’은 밀접하게 연관되어 있지만, 다른 개념이다. 공교롭게도, 양자에 제30항이 공통으로 존재하기 때문에 혼동할 위험성이 매우 높기 때문에, 양자를 혼동하지 않도록 매우 주의하여야 한다.

### ‘순 우리말 + 순 우리말’이면서 ‘앞말이 모음으로 끝’나는 경우

#### 뒷말의 첫소리가 된소리로 나는 경우
| 고랫재 댓가지 못자리 선짓국 잿더미 핏대 | 귓밥 뒷갈망 바닷가 쇳조각 조갯살 햇볕 | 나룻배 맷돌 뱃길 아랫집 찻집 혓바늘 | 나뭇가지 머릿기름 볏가리 우렁잇속 쳇바퀴 | 냇가 모깃불 부싯돌 잇자국 킷값 |

‘개-구멍·배-다리·새-집[鳥巢]·머리-말[序言]’의 경우는, 앞 단어의 끝이 폐쇄되는 구조가 아니므로, 사이시옷을 붙이지 않는다.
‘개-똥·보리-쌀·허리-띠·개-펄·배-탈·허리-춤’의 경우는, 뒤 단어의 첫소리가 된소리나 거센소리이므로, 역시 사이시옷을 붙이지 않는다.
‘개-값·내-가[川邊]·배-가죽[腹皮]·새(←사이)-길[間路]·귀-병(病)·기(旗)-대·세(貰)-돈·화(火)-김’의 경우는, 앞 단어의 끝이 폐쇄되면서 뒤 단어의 첫소리가 경음화하여 [갣ː깝·낻ː까]로 발음되므로, 사이시옷을 붙이어 ‘갯값·냇가·뱃가죽·샛길·귓병·깃대·셋돈·홧김’으로 적는다.

#### 뒷말의 첫소리 ‘ㄴ, ㅁ’ 앞에서 ‘ㄴ’ 소리가 덧나는 경우
| 멧나물 잇몸 | 아랫니 송곳니 | 텃마당 냇물 | 아랫마을 빗물 | 뒷머리 |

#### 뒷말의 첫소리 모음 앞에서 ‘ㄴㄴ’ 소리가 덧나는 경우
| 도리깻열 베갯잇 | 뒷윷 욧잇 | 두렛일 깻잎 | 뒷일 나뭇잎 | 뒷입맛 댓잎 |

‘깨-잎·나무-잎·뒤-윷·허드레-일·가외(加外)-일·보(洑)-일’의 경우는, 앞 단어 끝이 폐쇄되면서 뒤 단어의 첫소리로 [ㄴ]음이 첨가되고, 동시에 동화 현상(同化現象)이 일어나 [깯닙→깬닙·나묻닙→나문닙]으로 발음되므로, 사이시옷을 붙이어 ‘깻잎·나뭇잎·뒷윷·허드렛일·가욋일·봇일’로 적는다.

### ‘순 우리말 + 한자어’이면서 ‘앞말이 모음으로 끝’나는 경우

#### 뒷말의 첫소리가 된소리로 나는 경우
| 귓병 샛강 찻종 핏기 | 머릿방 아랫방 촛국 햇수 | 뱃병 자릿세 콧병 횟가루 | 봇둑 전셋집 탯줄 횟배 | 사잣밥 찻잔 텃세 |

#### 뒷말의 첫소리 ‘ㄴ, ㅁ’ 앞에서 ‘ㄴ’ 소리가 덧나는 경우
| 곗날 | 제삿날 | 훗날 | 툇마루 | 양칫물 |

#### 뒷말의 첫소리 모음 앞에서 ‘ㄴㄴ’ 소리가 덧나는 경우
| 가욋일 | 사삿일 | 예삿일 | 훗일 |  |

### ‘한자어 + 한자어’인 경우
한자어에는 사이시옷을 붙이지 않는 것을 원칙으로 하되, 이 6개 단어만은 아래와 같이 적는다.
| 곳간(庫間) 찻간(車間) | 셋방(貰房) 툇간(退間) | 숫자(數字) 횟수(回數) |

‘고-간(庫間)·세-방(貰房)·수-자(數字)·차-간(車間)·퇴-간(退間)·회-수(回數)’의 경우는, 한자어에는 사이시옷을 붙이지 않는 것을 원칙으로 하되, 이 6개 단어만은 ‘곳간·셋방·숫자·찻간·툇간·횟수’로 적는다.
이 설명에 따르면, ‘내과(內科)·이과(理科)·총무과(總務課)·장미과(薔薇科)’ 등은 위에서 다루어진 6개 이외의 한자어이므로 사이시옷을 붙이지 않으며, ‘나리-과(科)·말선두리-과(科)’ 등은, ‘과’가 비교적 독립성이 약한 형태소이긴 하지만, 앞의 고유어와의 사이에 경계가 인식되는 구조이므로, ‘제30항의 2’(뒷말의 첫소리 모음 앞에서 ‘ㄴㄴ’ 소리가 덧나는 경우)의 규정을 적용하여 ‘나릿과·말선두릿과’로 적는 것이다.
한편, ‘제30항의 2 (1)’(뒷말의 첫소리가 된소리로 나는 것)의 예시어 ‘찻잔·찻종’에서의 ‘차’가 순 우리말이냐 하는 의문이 있을 수 있겠으나, 예로부터 ‘茶’ 자의 새김[訓]이 ‘차’였으므로, 한자어 ‘다(茶)’와 구별한 것으로 해석된다.

## 기타
전문용어는 사이시옷을 사용하지 않는 것이 통용되기도 한다. 한편 현재 사이시옷 규정은 규정 자체의 모순과 오류는 물론이고 대중의 언어 습관을 충분히 고려하지도 못했다는 한계를 지니고 있다는 비판과 폐지론이 있다.

## 참고 자료
- 한글 맞춤법 제30항과 해설 보관됨 2015-03-20 - 웨이백 머신, 국립국어원
- 표준 발음법 제29, 제30항과 해설, 국립국어원